# Ноннос
Ноннос (Нонн) (род. ок. 500 года — умер ок. 560 года) — святой настоятель монастыря святого Сильвестра. День памяти — 2 сентября.
Святой Ноннос, или Нонозий (Nonosius) был приором монастыря святого Сильвестра на горе Монт Сораттсевернее Рима и позднее монахом в Суппентониа около Чивита-Кастеллана. Он был современником святого Бенедикта Нурсийского. Албан Батлер писал, что о святом Нонносе сохранилось столь мало информации, что сама по себе она интереса не представляет Его имя не появляется в более ранних мартирологах.
Диакон Ноннос упоминается в преданиях Каринтии, Австрия, XII века . Его почитание сильно в Баварии,, где в соборе Фрайзинга почивают его мощи. Почитание святого на горе Монт Соррат восходит к 1650 годам, где оно установилось благодаря усилиям Андрея ди Бонавентура (Andrea di San Bonaventura), цистерцианского монаха. В 1661 году часть его мощей вернули на гору Монт Соррат, и почитание святого Нонноса распространилось в центральной Италии. Имеется мнение, что предания, касающиеся двух персон, были объединены в одно житие.
Атрибутами святого Нонноса считают масляную лампу или висящую лампу, а также скалы.